# Viola (Tennessee)
Viola – miasto w Stanach Zjednoczonych, w stanie Tennessee, w hrabstwie Warren.